# Cofman

Cofman er en danskejet rejseportal som blev lanceret i 2000, med det formål at sammenfatte samtlige feriehuse i Europa, og give deres brugere mulighed for at reservere deres feriebolig via internettet. 
Cofman er i de seneste år blevet brugt af danske medier til at tage temperaturen på den danske sommerhusudlejning.